# Sequestro e assassinato de Eloá Cristina
Caso Eloá Cristina se refere ao sequestro de Eloá Cristina Pimentel, em cárcere privado, registrado pela polícia do estado brasileiro de São Paulo, seguido do homicídio de Eloá, que adquiriu grande repercussão nacional e internacional, não  apenas pelo próprio sequestro, mas também por conta de ações posteriores ao crime.
Em 13 de outubro de 2008, Lindemberg Fernandes Alves, então com 22 anos, invadiu o domicílio de sua ex-namorada, Eloá Cristina Pimentel, de 15 anos, no bairro de Jardim Santo André, no município de Santo André, na Grande São Paulo, onde ela e colegas realizavam trabalhos escolares. Inicialmente dois reféns foram liberados, restando no interior do apartamento, em poder do sequestrador, Eloá e sua amiga Nayara.
Após mais de cem horas de cárcere privado, policiais do Grupo de Ações Táticas Especiais (GATE) e da Tropa de Choque da Polícia Militar explodiram a porta e entraram em luta corporal com Lindemberg, que atirou em direção às reféns. Nayara deixou o apartamento andando, mas foi ferida com um tiro no rosto, enquanto Eloá, carregada nos braços de um policial, foi levada inconsciente ao Centro Hospitalar de Santo André, onde morreu horas depois em decorrência dos dois tiros que levou. O sequestrador foi preso e condenado a 98 anos e 10 meses de prisão. Em 6 de junho de 2013, o Tribunal de Justiça de São Paulo reduziu a pena para 39 anos e três meses de prisão.

## História

### Vítimas
Eloá Cristina Pereira Pimentel (Maceió, 5 de maio de 1993 – Santo André, 18 de outubro de 2008) era filha do ex-cabo da PMAL Everaldo Pereira dos Santos e de Ana Cristina Pimentel. Seu pai foi acusado de integrar o famoso grupo criminoso Gangue Fardada da PMAL e assassinar o advogado José Volemberg Lins, então presidente do Partido MDB (À época chamado de PMDB) da cidade Palmares no estado de Pernambuco, em 20 de dezembro de 1989.
Nayara Rodrigues da Silva, era amiga de Eloá e foi mantida em cárcere com ela. Ela acabou sobrevivendo e foi levada ao hospital e passou por uma cirurgia para retirada da bala, tendo que enfrentar uma longa recuperação e tratamento das lesões. Em 2018, a justiça do estado de São Paulo condenou o governo a pagar indenização de R$150 mil à jovem por danos morais, pelos erros da polícia, que terminaram com cárcere privado, ferimentos e a morte da amiga.Atualmente ela é formada em engenharia e evita falar do caso.

### Sequestro
Em 13 de outubro de 2008, Lindemberg Fernandes Alves, então com 22 anos, invadiu o domicílio de sua ex-namorada, Eloá Cristina Pimentel, de 15 anos, no bairro de Jardim Santo André, em Santo André (Grande São Paulo), onde ela e colegas realizavam trabalhos escolares. Inicialmente dois reféns foram liberados, restando no interior do apartamento, em poder do sequestrador, Eloá e Nayara.
No dia seguinte, o advogado do sequestrador, Eduardo Lopes, passou a acompanhar as negociações do cliente com o Grupo de Ações Táticas Especiais (GATE). Às 22h50, Nayara Rodrigues, 15 anos, amiga de Eloá, foi libertada.  No dia 15, Nayara foi chamada pela polícia para voltar ao local e ajudar na negociação à distância. Ela obedeceu à ordem dos policiais e voltou ao apartamento para ficar ao lado da sua amiga.
Após mais de 100 horas de cárcere privado, policiais do GATE e da Tropa de Choque da Polícia Militar de São Paulo explodiram a porta – alegando, posteriormente, ter ouvido um disparo de arma de fogo no interior do apartamento – e entraram em luta corporal com Lindemberg, que teve tempo de atirar em direção às reféns. A adolescente Nayara deixou o apartamento andando, ferida com um tiro no rosto, enquanto Eloá, carregada nos braços de um policial, foi levada inconsciente para o Centro Hospitalar de Santo André. O sequestrador, sem ferimentos, foi levado para a delegacia e, depois, para a cadeia pública da cidade. Foi depois encaminhado ao Centro de Detenção Provisória de Pinheiros, na cidade de São Paulo.[carece de fontes?]
Eloá, baleada na cabeça e na virilha, não resistiu e morreu por morte cerebral confirmada às 23h 30min de sábado, 18 de outubro. O caso também repercutiu no exterior; o jornal espanhol El País destacou a comoção nacional pelo falecimento da jovem Eloá.

### Julgamento e sentença
Em 8 de janeiro de 2009 o juiz da Vara do Júri e Execuções Criminais de Santo André, determinou que Alves irá a júri popular pela morte da ex-namorada. Durante o interrogatório, Alves — orientado por sua advogada — preferiu não dar declarações, permanecendo de cabeça baixa, enquanto ouvia o resumo do caso.  O julgamento de Lindemberg durou 4 dias, de 13 a 16 de fevereiro de 2012, e ele foi considerado culpado pelos 12 crimes de que foi acusado (um homicídio, duas tentativas de homicídio, cinco cárceres privados e quatro disparos de arma de fogo) e condenado a 98 anos e 10 meses de prisão pela juíza Milena Dias. Sua sentença foi transmitida ao vivo por diversas redes televisivas, como a Rede Globo, Rede Record e a BandNews TV. Lindemberg foi condenado a 98 anos e 10 meses de prisão; entretanto, o Código Penal, à época da condenação limitava a 30 anos o prazo máximo de cumprimento de pena de prisão, atualmente o limite é de 40 anos.  Em 6 de junho de 2013, o Tribunal de Justiça de São Paulo reduziu a pena para 39 anos e três meses de prisão.

## Controvérsias

### Ação da polícia
A ação da polícia foi criticada por diversas pessoas, inclusive especialistas em segurança pública. Marcos do Val, instrutor de defesa pessoal do departamento de polícia de Beaumont no estado americano do Texas, foi contratado por uma rede de TV brasileira para comentar sobre a ação policial no caso. De acordo com ele, a polícia ter permitido que o sequestro se alastrasse por mais de cem horas foi errado, pois "em uma situação passional como essa, quanto mais tempo leva, mais inconstante a pessoa fica". Ele também criticou a polícia pelo deslize que permitiu que Nayara voltasse ao cativeiro. De acordo com ele, "em nenhum lugar do mundo já existiu uma situação dessas". Além disso, também apontou erros no socorro às vítimas e na invasão.

### Violência contra Lindemberg
Val afirmou que os policiais pisaram no pescoço de Lindemberg como forma de imobilizá-lo foi desnecessário. Um vídeo feito por um policial e divulgado com exclusividade por Roberto Cabrini no Jornal da Record, mostra Lindemberg prestando depoimento completamente nu, com as mãos algemadas para trás e o rosto visivelmente inchado, o que poderia indicar que foi espancado. O Condepe pediu esclarecimento sobre o vídeo e, em 27 de outubro, fez uma denúncia na Ouvidoria das Polícias de São Paulo, pedindo que seja investigado se Lindemberg sofreu agressões desnecessárias durante a operação. A Corregedoria da Polícia Civil abriu inquérito para investigar quem foi o policial responsável pelo vazamento das imagens. De acordo com a Folha de S. Paulo, as imagens teriam sido negociadas por 50 mil reais com quatro policiais. A Record negou, afirmando que o vídeo é fruto de sua "equipe arrojada de jornalistas".
As imagens suscitaram uma discussão sobre o tratamento dado ao preso na mídia. De acordo com o jurista Luís Flávio Gomes, tanto a sociedade quanto a imprensa são complacentes com atos de violência, que legitimam as práticas de violação dos direitos humanos.  A consequência disso seria, de acordo com ele, um tipo de "fascistização" da sociedade. Afirmou ainda que as imagens evidenciam que "a sociedade desrespeita a Constituição e desrespeita tudo no momento em que admite esse tipo de violência".  A declaração de Cabrini ("agora preso um homem nu fragilizado, acuado que em nada lembra as agressividades dos dias de fúria") pode ser interpretada como uma ironia aos supostos maus-tratos do rapaz, legitimando-os. Um blog chegou a comparar a exibição das imagens com as de Abu Ghraib.

### Cobertura da mídia
A cobertura da mídia brasileira foi bastante questionada e criticada após o desfecho do caso, que resultou na morte de uma das reféns. O ex-integrante do BOPE (Batalhão de Operações Policiais Especiais) e sociólogo Rodrigo Pimentel, em entrevista ao portal Terra criticou duramente a cobertura da mídia brasileira argumentando que as emissoras de TV citadas - RedeTV!, Rede Record e Rede Globo - foram "irresponsáveis e criminosas" e declarou que o "Ministério Público de São Paulo deveria, inclusive, chamar à responsabilidade, essas emissoras de TV".
A tragédia aumentou a audiência dos canais. O total de televisores ligados na Grande SP no final de semana dos eventos foi 15% maior do que no anterior. No sábado, a média de televisores foi de 46%, a maior dos últimos dois meses. A Record News, canal de notícias da Record saltou de 0,3 para 1,0 com a cobertura do caso. A Record liderou durante toda a manhã de sábado, 18 de outubro, com média de 15 pontos. Chegou a bater o programa TV Xuxa por 16 pontos a 9. A TV Globo cancelou o Estrelas (programa de televisão) e exibiu um SPTV especial sobre o caso. No domingo, 19 de outubro, o Fantástico com reportagens especiais sobre a tragédia, marcou 30 pontos, seu melhor desempenho desde abril.
A jornalista Sônia Abrão, da RedeTV!, entrevistou ao vivo Lindemberg e Eloá por telefone, intervindo diretamente nas negociações e bloqueando a linha com o negociador da polícia. O programa apresentado por Abrão, A Tarde É Sua, que tem média diária de 2 pontos no IBOPE, registrou pico de 5 pontos durante a entrevista com Lindemberg. De acordo com o sociólogo e jornalista Laurindo Leal Filho, que apresenta o programa Ver TV da TV Câmara, sobre ética na televisão, a interferência de uma emissora em um caso como esse, além de perigosa, é inconstitucional. O Ministério Público Federal decidiu mover ação civil pública contra a apresentadora pela exibição da entrevista. O MPF afirmou que as entrevistas interferiram na atividade policial em curso e colocaram a vida da adolescente e dos envolvidos na operação em risco e pede indenização por danos morais coletivos de 1,5 milhão de reais.

### Pai de Eloá
De acordo com o relato da Polícia Civil de Alagoas, o ex-cabo da Polícia Militar Everaldo Pereira dos Santos, conhecido como "amarelinho", é Everaldo Pimentel, pai de Eloá, que estava disfarçado com o nome de Aldo Pimentel e estava morando com sua família em Santo André. Everaldo tem quatro homicídios em sua ficha corrida. Ele é acusado pela polícia de Alagoas de participar do assassinato do delegado Ricardo Lessa, irmão do ex-governador Ronaldo Lessa (PDT), e do motorista do delegado, Antenor Carlota, em 1991. Everaldo é acusado também de assassinar sua ex-mulher Marta Lúcia, com quem foi visto pela última vez. Ele também é acusado de ter atuado em um grupo de extermínio de Alagoas denominado "Gangue Fardada", e está sendo investigado sua participação com o crime organizado de Santo André. Temendo ser preso, Everaldo não foi ao enterro da filha, ficou foragido durante meses, dizendo que só se entregaria se ficasse detido no Estado de São Paulo. Everaldo Pereira dos Santos foi condenado em novembro de 2009 a 33 anos e seis meses de prisão pelos assassinatos do ex-delegado Ricardo Lessa e do seu motorista, Antenor Carlota da Silva, crime ocorrido em 1991. Ele foi finalmente preso na periferia de Maceió em 28 de dezembro de 2009, escondido na casa de parentes. Em 5 de março de 2010, Lindemberg foi anunciado como testemunha no processo contra o pai de Eloá Cristina Pimentel.

## Na cultura popular
O "Caso Eloá" foi retrato e foi ao ar no programa Linha Direta da TV Globo, no dia 4 de maio de 2023.